# يوسف الحوراني
يوسف الحوراني (25 ديسمبر 1931 - 19 أكتوبر 2019) هو كاتب، مؤرخ وعالم آثار، من لبنان. ويعد من أبرز المؤرخين العرب الذين كانت لهم أبحاث تاريخية حول إثبات إن بلدة قانا اللبنانية هي قانا التي صنع فيها السيد المسيح أُولى معجزاته، وهي تحويل الماء إلى خمر بحسب ما ورد في الأناجيل.

## نبذة
ولد يوسف لطف الحوراني عام 1931، في بلدة يارون العاملية في الجنوب اللبناني، وفيها تلقى علومه الابتدائية، فحصّل كل ثقافته الباقية على نفسه في لغات ثلاث: العربية والفرنسية والإنكليزية. ثم نال دبلوم دراسات عليا في فلسفة التاريخ بعد قرار كلية الآداب في الجامعة اللبنانية إعفاءه من الإجازة نظراً إلى مستوى مؤلفاته.
مارس تدريس اللغة والأدب العربي والفلسفة والتاريخ في المدارس الآتية: المدرسة الأسقفية الكاثوليكية في صيدا، الكلية الوطنية العالية، والمدرسة البطريركية في بيروت.
تزوج من جمال العنداري، ولهما من الأولاد: مروان، ومنى، والفنانة دومنيك، ودانيا.

## نشاطه الثقافي
مارس يوسف الحوراني تدريس اللغة والأدب العربي والفلسفة والتاريخ في عدة المدارس، وعمل خلال 1953 و1954 في الكويت كاتباً في شركة الخليج الهندسية، ثم تسلّم إدارة النشر لجميع منشورات دار مكتبة الحياة في بيروت بين 1958 و1967، كما عمل رئيسًا لتحرير مجلة المعارف الصادرة عن الدار من 1960 حتى 1964. وفي هذا العام شغل منصب نائب الأمين العام للمجلس الثقافي للبنان الجنوبي.
منذ العام 1967 عمل في مجلة رجال الأعمال، مشرفاً على الترجمات العلمية والاقتصادية، وكتب زاوية ثقافية في مجلة الديار، وفي الوقت نفسه، بدأ يلقي محاضرات عديدة في مختلف الدول العربية حول الفلسفة والتاريخ. كما ساهم في إنشاء عدة جمعيات ثقافية.

## من آثاره
ليوسف الحوراني عدة مؤلفات في التاريخ والآثار والحضارات القديمة، فضلا عن كتاباته وأبحاثه المنشورة في مجلات ودوريات علمية.
ومن مؤلفاته:
- الإنسان فرد لا جماعة، بحث فلسفي علمي في فردية الإنسان وتكوينه البيولوجي 1956.[16]
- حنين الأرض، مجموعة قصصية 1959.
- الإنسان والحضارة، مدخل دراسة الحضارات الإنسانية - دار مكتبة الحياة 1962.[17] وطبعة عن دار الحداثة - بيروت 2009 [18]
- لبنان في قيم تاريخه -العهد الفينيقي - دار المشرق 1972 [19] وطبعة 1993[20]
- البنية الذهنية الحضارية في الشرق المتوسطي الآسيوي القديم. - دار النهار 1978 وطبعة 1992 [21]
- جماليات الحكمة في التراث الثقافي البابلي - دار النهار 1993[22]
- مجاهل تاريخ الفينيقيين - دار الثقافة 1999 [23]
- فصول مجهولة من تاريخ العرب ولغتهم (العدنانيون) - دار الحداثة بيروت 2010 [24]
- قراءات تاريخية للمطالعة: مشرعون بناؤون... سفاحون مدمرون وأعلام مبدعون - دار الحداثة بيروت 2011 [25]
- من تراث لبنان - دار الحداثة، بيروت - طبعة 2001 [26]
- نظرية التكوين الفينيقية وآثارها في حضارة الإغريق [27]
- المجهول والمهمل من تاريخ الجنوب اللبناني (جبل عاملة) - دار الحداثة 1999 [28]
- عفارة البيدر - دار الحداثة بيروت 2015 [29]

وصدر له عن وزارة السياحة اللبنانية كتاب: قانا الجليل في جنوب لبنان - 2002. 

## وفاته
فارق الدكتور يوسف الحوراني الحياة في 19 تشرين الأول (أكتوبر) 2019، وذلك بعد يومين من انطلاق ثورة 17 تشرين في بيروت. وأعلنت ابنة الراحل الفنانة دومنيك حوراني عن وفاة والدها عبر مواقع التواصل الاجتماعي،  ونشرت مع خبر الوفاة مقطع فيديو لوالدها قبل 3 أشهر من وفاته، يستشرف فيه ما حدث في مظاهرات بيروت بدءا من 17 تشرين الأول 2019، وقالت دومنيك: 
«كأنه أختار أن يودع محبيه اليوم بالتزامن مع الانتفاضة التي تشهدها شوارع بيروت التي تحدث عنها... وكأنه يوصي الناس ببيروت ويستشرف ما حدث قبل رحيله».
وأقيمت صلاة الجنازة يوم الإثنين 21 تشرين الأول (أكتوبر) في كنيسة مارجرجس الشياح في ضاحية بيروت.

## وصلات خارجية
- يوسف حوراني ودعوته إلى الحضارة الإنسانية - إعداد: وفيق غريزي - مجلة الجيش - العدد 261 - آذار، 2007 (الجيش اللبناني)
- “قانا الجليل في جنوب لبنان”- المؤَرّخ يوسف الحوراني
- من تراث لبنان - الدكتور يوسف الحوراني
- من كبارنا: يوسف الحوراني- المؤرخ اللبناني